# Tisbe trisetosa
Tisbe trisetosa är en kräftdjursart som beskrevs av Volkmann 1979. Tisbe trisetosa ingår i släktet Tisbe och familjen Tisbidae. Inga underarter finns listade i Catalogue of Life.